# 楊子江 (香港)
楊子江（1957年8月27日—2006年1月2日），香港資深傳媒人。
楊子江曾擔任亞視新聞的主播。及後加入香港電台，曾與張瑪莉主持香港電台電視部節目《繩之於法》，並於1986-88年間與李鑾輝交替出任《五稜鏡》節目主持。
90年代，他再轉職至有線財經資訊台出任主持一職。楊子江是有線新聞台晨早新聞節目《Cable早晨》的監製。
1. ↑  http://www.ck2i.com/j105c/index.php?option=com_content&task=blogsection&id=5&Itemid=31